# 地域航空会社
地域航空会社（ちいきこうくうがいしゃ）、あるいはリージョナル航空会社（英語: regional airline）とは、航空会社の定義のひとつであり、主に小型旅客機で近距離の2つの地点を中心に結ぶ航空会社のことである。かつてはコミューター航空会社（コミューターこうくうがいしゃ、英語: commuter airline）とも呼ばれていた。

## 概要

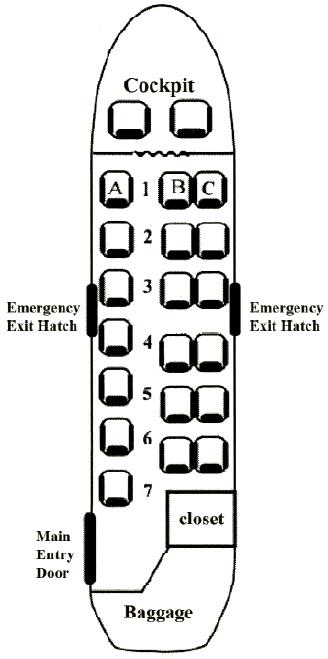
典型的な小型プロペラ機の座席配置図（BAe ジェットストリーム32のもの）

もともと地域航空会社とは、1978年、アメリカで航空会社の撤退と参入に関するための規制が廃止されたことにより誕生したため、特に北アメリカにおいて発達してきた。
ヨーロッパでは特には定義がなく、ただ短距離を結ぶ航空路線のことをリージョナルと呼んでいる。
日本では、地域航空は、2000年2月までは「60席以下の飛行機での不定期航空輸送事業による二点間輸送」とされていたが、現在は「客席数が100席以下かつ最大離陸重量が50トン以下の航空機での定期的旅客輸送」を意味するとされる。大型ジェット機ほど出発準備に時間がかからない（30分程度）という利点だけでなく、特に山間部の多い日本では、道路や鉄道などの陸上の交通手段に比べると移動時間を大幅に短縮できるという利点がある。これらの利点を活かし、地域航空路線は拡大傾向にある。また、大都市から離れた島（東京都の八丈島や沖縄県の諸島など）を結ぶ地域航空会社も複数存在するが、これらは生活路線の一端という意味合いが比較的強い。

## 航空機

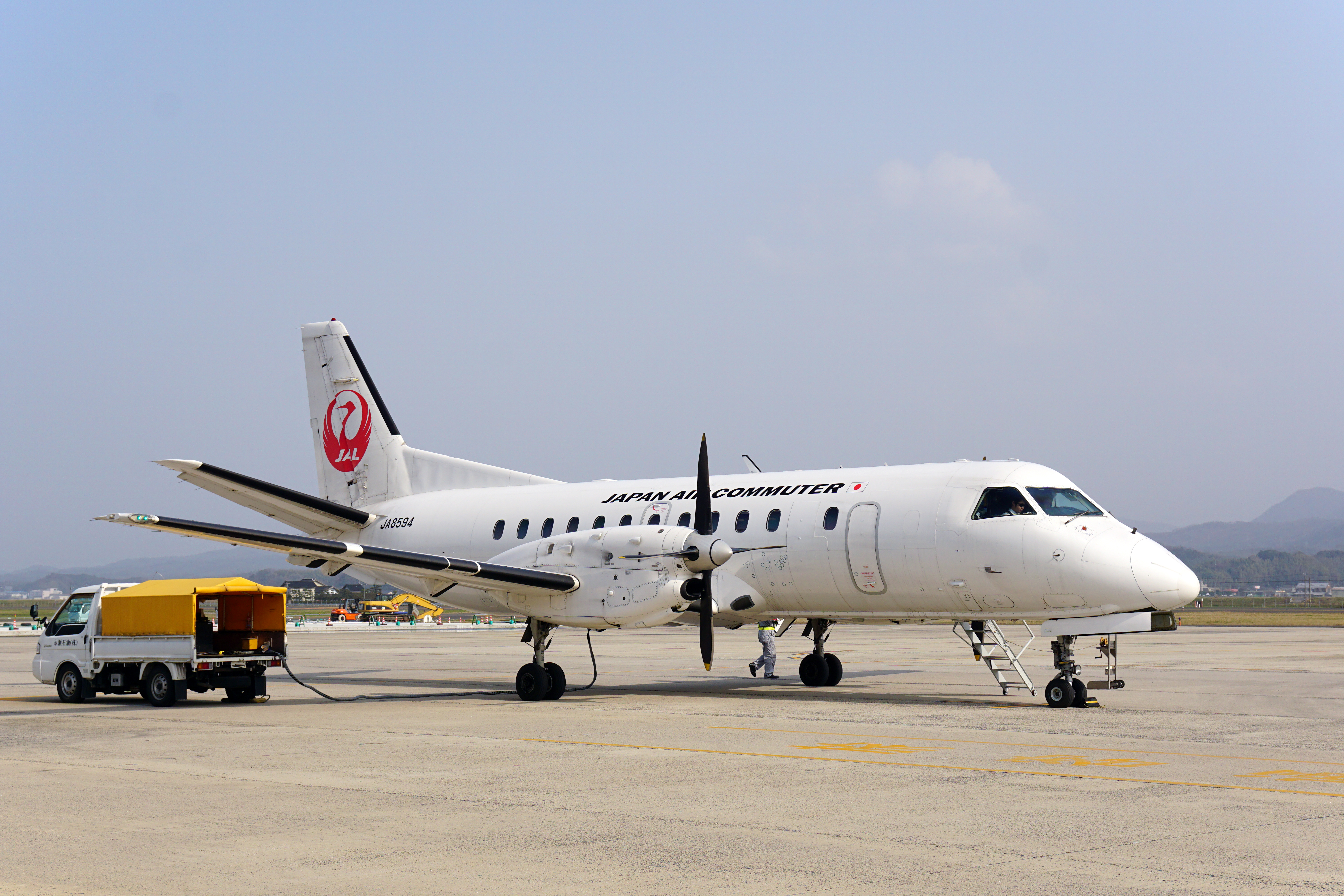
サーブ 340型機（日本エアコミューター）

地域航空会社が利用する中・小型の航空機はミニ・エアライナーやリージョナル機と呼ばれる。固定翼機では滑走路の短い地方空港の運用に適したリージョナルジェットやターボプロップ機、近距離や島嶼部ではヘリコプターが多く用いられる。
大型機市場でシェアを2分するボーイングとエアバスはリージョナル機に相当する機体を製造しておらず、多数のメーカーが参入している。代表的な機体は、エンブラエル ERJ175、ボンバルディア CRJ700、DHC-8-Q400、サーブ 340、ATR 42-600、シコルスキー S-76などが挙げられる。またMitsubishi SpaceJetやCOMAC C909などの新規参入もあり大型機市場に比べ競争が激しい。

## 子会社化
北アメリカでは、たとえばアメリカン航空でいうとアメリカン・イーグル航空、ユナイテッド航空はユナイテッド・エクスプレスのように、大きな航空会社が地域航空路線専門の子会社を作ったり、特に資本関係を持たない各地の地域航空会社に自社路線の運航を委託することがある。これらは一般的に「ローカル担当」などと呼ばれる。
日本では大手航空会社と地元自治体との共同出資により設立された会社も多く、現在、日本航空（JAL）グループ傘下の日本エアコミューター（鹿児島県）と北海道エアシステム（北海道）、琉球エアーコミューター（沖縄県）がそれに当たる。

## 第三セクター
日本ではオリエンタルエアブリッジ（当時の長崎航空）、天草エアラインが第三セクターとして設立された。